# Alexandre-Angélique Talleyrand de Périgord
Alexandre-Angélique Talleyrand de Périgord, francoski rimskokatoliški duhovnik, škof in kardinal, * 18. oktober 1736, Pariz, † 20. oktober 1821, Pariz.

## Življenjepis
Leta 1761 je prejel duhovniško posvečenje.
18. julija 1766 je bil imenovan za soupraviteljskega nadškofa Reimsa. 1. decembra 1766 je bil potrjen in imenovan za naslovnega nadškofa Traianopolis in Rhodope; 27. decembra istega leta je prejel škofovsko posvečenje. 27. oktobra 1777 je postal polni nadškof Reimsa. S tega položaja se je upokojil 8. novembra 1816.
28. julija 1817 je bil povzdignjen v kardinala.
8. avgusta 1817 je bil imenovan za nadškofa Pariza; potrjen je bil 1. oktobra istega leta.